# Kette (Luftfahrt)

Flugformation Kettenkeil

Kette ist die Bezeichnung einer fliegenden taktischen Einheit oder beschreibt die Flugformation von drei Luftfahrzeugen.
In der Luftwaffe der Wehrmacht war die Kette bei fliegenden Verbänden die zweitkleinste taktische Einheit. Die Bezeichnung für den Einheitsführer war Kettenführer oder Kettenkommandeur. Drei bis vier Ketten bildeten eine Staffel. Jagdfliegereinheiten nahmen beim Gefechtsflug besondere Flugformationen ein, wie beispielsweise die Rotte oder den Schwarm.
Üblicherweise flogen die Kampfflugzeuge im Kettenkeil, bei dem der Kettenführer in der Mitte etwa 30 Meter vor den beiden anderen Flugzeugen flog. Der seitliche Abstand zwischen den Flugzeugen betrug an den Tragflächenspitzen etwa 18 Meter. Um zu verhindern, dass die beiden nachfolgenden Flugzeuge in die Propellerböen des voraus fliegenden Flugzeuges kamen, betrug der Höhenunterschied ungefähr 4,50 Meter. Im Gefechtsflug eher unüblich war die Kettenreihe rechts (oder links). Hier flog der Kettenführer ebenfalls voraus und die beiden anderen Flugzeuge folgten rechts oder links seitlich versetzt. Bei mehreren Ketten entstand daraus der Staffelwinkel, der aber nur dem Paradeflug diente.

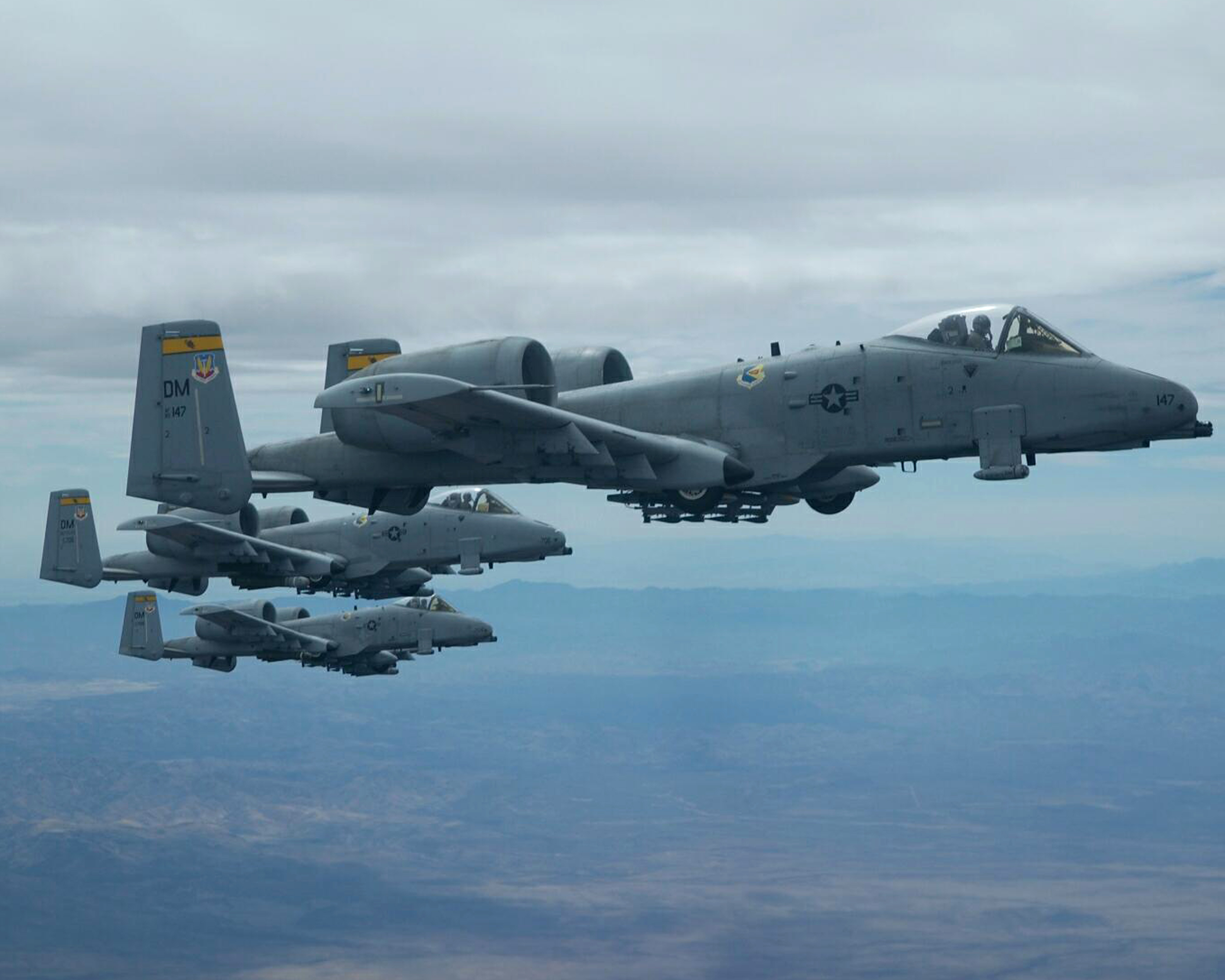
A-10 in Kettenformation
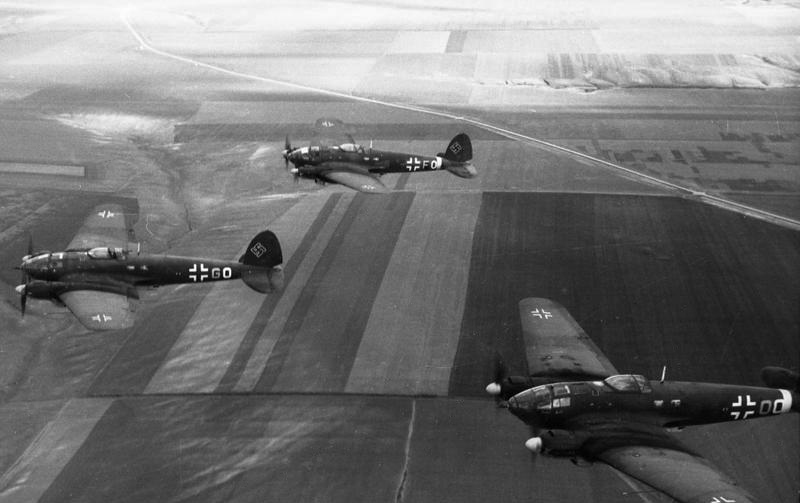
Kettenkeil Heinkel He 111
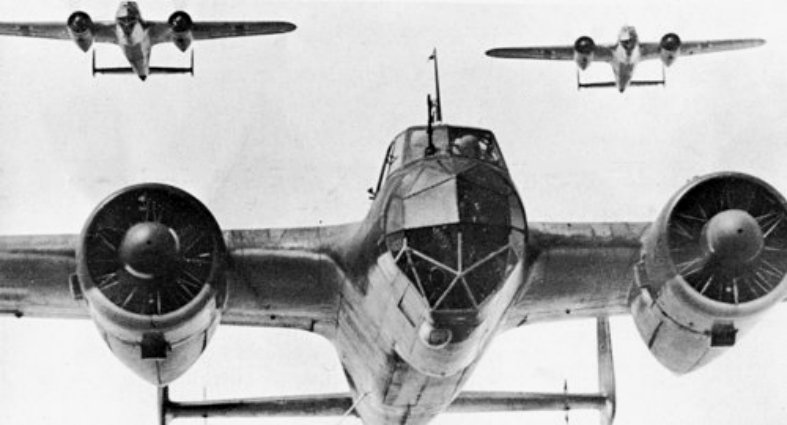
Kettenkeil von vorn mit Dornier Do 17
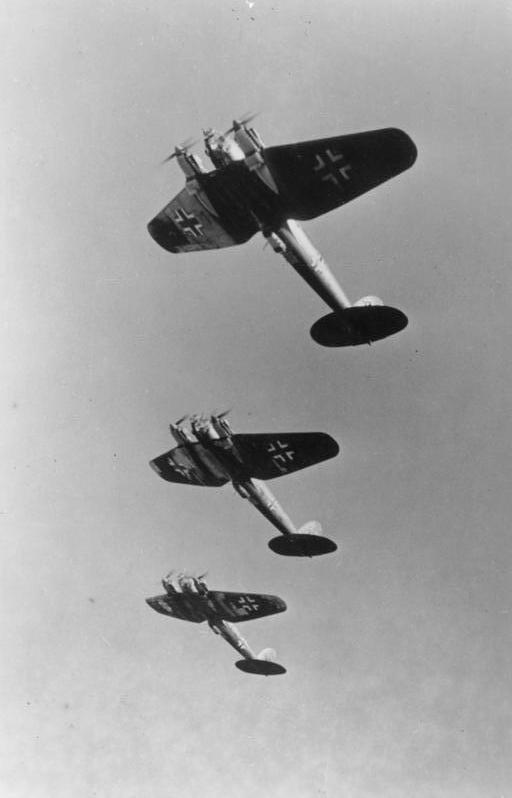
Kettenreihe rechts mit Heinkel He 111